# Quinzième circonscription des Bouches-du-Rhône
La quinzième circonscription des Bouches-du-Rhône est représentée dans la XVIIe législature par Romain Baubry, député RN.

## Description géographique et démographique

### 1986-2012
La quinzième circonscription des Bouches-du-Rhône est située dans le nord-ouest du département, formant une longue bande le long de la frontière avec le Vaucluse, dans une zone la plus rurale du département. Elle regroupe les cantons suivant :
- Canton de Châteaurenard
- Canton d'Eyguières
- Canton de Lambesc
- Canton d'Orgon
- Canton de Saint-Rémy-de-Provence
- Ainsi que les communes d'Aurons, La Barben et Pélissanne

### Depuis 2012
Depuis le Redécoupage des circonscriptions législatives françaises de 2010, la circonscription comprend les cantons suivants :
- canton de Châteaurenard
- canton d'Eyguières
- canton de Lambesc
- canton d'Orgon
- canton de Saint-Rémy-de-Provence

| Nom                    | Code Insee | Intercommunalité                   | Superficie (km2) | Population (dernière pop. légale) | Densité (hab./km2) |
| ---------------------- | ---------- | ---------------------------------- | ---------------- | --------------------------------- | ------------------ |
| Alleins                | 13003      | Métropole d'Aix-Marseille-Provence | 16,78            | 2 833 (2022)                      | 169                |
| Aureille               | 13006      | CC Vallée des Baux-Alpilles        | 21,74            | 1 537 (2022)                      | 71                 |
| Barbentane             | 13010      | CA Terre de Provence               | 27,13            | 4 262 (2022)                      | 157                |
| Cabannes               | 13018      | CA Terre de Provence               | 20,91            | 4 576 (2022)                      | 219                |
| Charleval              | 13024      | Métropole d'Aix-Marseille-Provence | 14,41            | 2 634 (2022)                      | 183                |
| Châteaurenard          | 13027      | CA Terre de Provence               | 34,95            | 16 668 (2022)                     | 477                |
| Eygalières             | 13034      | CC Vallée des Baux-Alpilles        | 33,97            | 1 740 (2022)                      | 51                 |
| Eyguières              | 13035      | Métropole d'Aix-Marseille-Provence | 68,75            | 6 915 (2022)                      | 101                |
| Eyragues               | 13036      | CA Terre de Provence               | 20,78            | 4 289 (2022)                      | 206                |
| Graveson               | 13045      | CA Terre de Provence               | 23,54            | 4 743 (2022)                      | 201                |
| Lamanon                | 13049      | Métropole d'Aix-Marseille-Provence | 19,19            | 2 069 (2022)                      | 108                |
| Lambesc                | 13050      | Métropole d'Aix-Marseille-Provence | 65,34            | 9 951 (2022)                      | 152                |
| La Roque-d'Anthéron    | 13084      | Métropole d'Aix-Marseille-Provence | 25,49            | 5 355 (2022)                      | 210                |
| Les Baux-de-Provence   | 13011      | CC Vallée des Baux-Alpilles        | 18,07            | 262 (2022)                        | 14                 |
| Maillane               | 13052      | CA Terre de Provence               | 16,77            | 2 779 (2022)                      | 166                |
| Mallemort              | 13053      | Métropole d'Aix-Marseille-Provence | 28,16            | 6 190 (2022)                      | 220                |
| Maussane-les-Alpilles  | 13058      | CC Vallée des Baux-Alpilles        | 31,6             | 2 396 (2022)                      | 76                 |
| Mollégès               | 13064      | CA Terre de Provence               | 14,2             | 2 651 (2022)                      | 187                |
| Mouriès                | 13065      | CC Vallée des Baux-Alpilles        | 38,35            | 3 471 (2022)                      | 91                 |
| Noves                  | 13066      | CA Terre de Provence               | 27,92            | 5 918 (2022)                      | 212                |
| Orgon                  | 13067      | CA Terre de Provence               | 34,78            | 2 662 (2022)                      | 77                 |
| Paradou                | 13068      | CC Vallée des Baux-Alpilles        | 16,15            | 2 181 (2022)                      | 135                |
| Plan-d'Orgon           | 13076      | CA Terre de Provence               | 14,94            | 3 562 (2022)                      | 238                |
| Rognes                 | 13082      | Métropole d'Aix-Marseille-Provence | 58,32            | 4 640 (2022)                      | 80                 |
| Rognonas               | 13083      | CA Terre de Provence               | 9,41             | 4 186 (2022)                      | 445                |
| Saint-Andiol           | 13089      | CA Terre de Provence               | 16               | 3 369 (2022)                      | 211                |
| Saint-Cannat           | 13091      | Métropole d'Aix-Marseille-Provence | 36,54            | 5 877 (2022)                      | 161                |
| Saint-Estève-Janson    | 13093      | Métropole d'Aix-Marseille-Provence | 8,65             | 364 (2022)                        | 42                 |
| Saint-Rémy-de-Provence | 13100      | CC Vallée des Baux-Alpilles        | 89,09            | 9 547 (2022)                      | 107                |
| Sénas                  | 13105      | Métropole d'Aix-Marseille-Provence | 30,61            | 6 829 (2022)                      | 223                |
| Vernègues              | 13115      | Métropole d'Aix-Marseille-Provence | 15,89            | 2 158 (2022)                      | 136                |
| Verquières             | 13116      | CA Terre de Provence               | 4,59             | 775 (2022)                        | 169                |

La population légale au sein de cette circonscription en 2022 est de 137 389 habitants.

## Historique des résultats
| Législature | Début de mandat | Fin de mandat  | Député         | Parti politique | Observations |
| ----------- | --------------- | -------------- | -------------- | --------------- | --- |
| IXe         | 23 juin 1988    | 1er avril 1993 | Léon Vachet    | RPR             | |
| Xe          | 2 avril 1993    | 21 avril 1997  | Léon Vachet    | RPR             | Mandat écourté à la suite d'une dissolution parlementaire décidée par Jacques Chirac.                                              |
| XIe         | 12 juin 1997    | 18 juin 2002   | Léon Vachet    | RPR             | |
| XIIe        | 19 juin 2002    | 19 juin 2007   | Léon Vachet    | UMP             | conseiller régional |
| XIIIe       | 20 juin 2007    | 19 juin 2012   | Bernard Reynès | UMP dissident   | maire de Châteaurenard (2001-2017)                                                                                                 |
| XIVe        | 20 juin 2012    | 20 juin 2017   | Bernard Reynès | UMP             | maire de Châteaurenard (2001-2017)                                                                                                 |
| XVe         | 21 juin 2017    | 21 juin 2022   | Bernard Reynès | LR              | maire de Châteaurenard (2001-2017)                                                                                                 |
| XVIe        | 22 juin 2022    | 9 juin 2024    | Romain Baubry  | RN              | conseiller municipal de Sénas (depuis 2020) Mandat écourté à la suite d'une dissolution parlementaire décidée par Emmanuel Macron. |

## Historique des élections

### Élections de 1988
| Candidat           | Candidat         | Parti                 | Premier tour | Premier tour | Second tour | Second tour |  |
| Candidat           | Candidat         | Parti                 | Voix         | %            | Voix        | %           |  |
| ------------------ | ---------------- | --------------------- | ------------ | ------------ | ----------- | ----------- |  |
|                    | Daniel Conte     | PS                    | 15 951       | 32,93        | 25 593      | 49,07       |  |
|                    | Léon Vachet élu  | RPR (URC)             | 15 720       | 32,46        | 26 568      | 50,93       |  |
|                    | Michel Schneider | FN                    | 10 056       | 20,76        | Retrait     | Retrait     |  |
|                    | Louis Minetti    | PCF                   | 5 474        | 11,30        |             |             |  |
|                    | Hervé Chérubini  | Extrême gauche (PNPG) | 1 235        | 2,55         |             |             |  |
|                    |                  |                       |              |              |             |             |  |
| Inscrits           | Inscrits         | Inscrits              | 71 446       | 100,00       | 71 439      | 100,00      |  |
| Abstentions        | Abstentions      | Abstentions           | 21 921       | 30,68        | 17 504      | 24,5        |  |
| Votants            | Votants          | Votants               | 49 525       | 69,32        | 53 935      | 75,5        |  |
| Blancs et nuls     | Blancs et nuls   | Blancs et nuls        | 1 089        | 2,2          | 1 774       | 3,29        |  |
| Exprimés           | Exprimés         | Exprimés              | 48 436       | 97,8         | 52 161      | 96,71       |  |
| Source : Data.gouv |                  |                       |              |              |             |             |  |

Serge Pampaloni, gérant de société, conseiller général UDF du canton de Saint-Rémy-de-Provence, était le suppléant de Léon Vachet.

### Élections de 1993
| Candidat       | Candidat                  | Parti          | Premier tour | Premier tour | Second tour | Second tour |  |
| Candidat       | Candidat                  | Parti          | Voix         | %            | Voix        | %           |  |
| -------------- | ------------------------- | -------------- | ------------ | ------------ | ----------- | ----------- |  |
|                | Léon Vachet sortant réélu | RPR (UPF)      | 20 678       | 39,16        | 28 603      | 68,32       |  |
|                | Bernard Meslans           | FN             | 10 201       | 19,32        | 13 261      | 31,68       |  |
|                | Daniel Conte              | PS (ADFP)      | 9 059        | 17,16        |             |             |  |
|                | Robert Célaire            | Les Verts (EÉ) | 6 006        | 11,38        |             |             |  |
|                | Louis Minetti             | PCF            | 5 035        | 9,54         |             |             |  |
|                | Josefa Carvou             | LT-LNÉ         | 1 821        | 3,45         |             |             |  |
|                |                           |                |              |              |             |             |  |
| Inscrits       | Inscrits                  | Inscrits       | 77 134       | 100,00       | 77 129      | 100,00      |  |
| Abstentions    | Abstentions               | Abstentions    | 21 363       | 27,7         | 24 728      | 32,06       |  |
| Votants        | Votants                   | Votants        | 55 771       | 72,3         | 52 401      | 67,94       |  |
| Blancs et nuls | Blancs et nuls            | Blancs et nuls | 2 971        | 5,33         | 10 537      | 20,11       |  |
| Exprimés       | Exprimés                  | Exprimés       | 52 800       | 94,67        | 41 864      | 79,89       |  |

Le Docteur Bernard Ramond, médecin à Lambesc était le suppléant de Léon Vachet.

### Élections de 1997
| Candidat       | Candidat                  | Parti          | Premier tour | Premier tour | Second tour | Second tour |  |
| Candidat       | Candidat                  | Parti          | Voix         | %            | Voix        | %           |  |
| -------------- | ------------------------- | -------------- | ------------ | ------------ | ----------- | ----------- |  |
|                | Léon Vachet sortant réélu | RPR            | 15 111       | 28,19        | 24 390      | 41,61       |  |
|                | Bernard Meslans           | FN             | 13 186       | 24,6         | 11 413      | 19,47       |  |
|                | Hervé Chérubini           | PS             | 12 447       | 23,22        | 22 810      | 38,92       |  |
|                | Georges Jullien           | PCF            | 5 811        | 9,6          |             |             |  |
|                | Erik Bonnaud              | Les Verts      | 2 204        | 4,11         |             |             |  |
|                | Yves Picarda              | LDI (MPF)      | 2 028        | 3,78         |             |             |  |
|                | Patrick Oddoz             | GÉ             | 1 351        | 2,52         |             |             |  |
|                | André Maillard            | MÉI            | 922          | 1,72         |             |             |  |
|                | Pierre Busnel             | Divers droite  | 550          | 1,03         |             |             |  |
|                |                           |                |              |              |             |             |  |
| Inscrits       | Inscrits                  | Inscrits       | 80 170       | 100,00       | 80 163      | 100,00      |  |
| Abstentions    | Abstentions               | Abstentions    | 23 755       | 29,63        | 19 283      | 24,05       |  |
| Votants        | Votants                   | Votants        | 56 415       | 70,37        | 60 880      | 75,95       |  |
| Blancs et nuls | Blancs et nuls            | Blancs et nuls | 2 805        | 4,97         | 2 267       | 3,72        |  |
| Exprimés       | Exprimés                  | Exprimés       | 53 610       | 95,03        | 58 613      | 96,28       |  |

Le Docteur Bernard Ramond, médecin, maire de Lambesc était le suppléant de Léon Vachet.

### Élections de 2002
| Candidat       | Candidat                    | Parti             | Premier tour | Premier tour | Second tour | Second tour |  |
| Candidat       | Candidat                    | Parti             | Voix         | %            | Voix        | %           |  |
| -------------- | --------------------------- | ----------------- | ------------ | ------------ | ----------- | ----------- |  |
|                | Léon Vachet sortant réélu   | UMP               | 18 948       | 32,38        | 28 936      | 58,31       |  |
|                | Hervé Cherubini             | PS                | 12 894       | 22,04        | 20 691      | 41,69       |  |
|                | Jeanne Naud                 | FN                | 10 880       | 18,59        |             |             |  |
|                | Maurice Brès                | Divers droite     | 2 763        | 4,72         |             |             |  |
|                | Yves Picarda                | MPF               | 2 535        | 4,33         |             |             |  |
|                | Hélène Dugier               | PCF               | 2 229        | 3,81         |             |             |  |
|                | Marie-Pierre Daillan        | CPNT              | 1 563        | 2,67         |             |             |  |
|                | Marc-Antoine Seymard        | MNR               | 1 356        | 2,32         |             |             |  |
|                | Francesca Rachet Thenint    | Les Verts         | 1 128        | 1,93         |             |             |  |
|                | Frédéric Risso              | Extrême droite    | 823          | 1,41         |             |             |  |
|                | Marie-Pierre Jouve-Carrière | Pôle républicain  | 735          | 1,26         |             |             |  |
|                | Nicole Girard               | RPF               | 588          | 1            |             |             |  |
|                | Didier Boudjemaa            | LT-LNÉ            | 530          | 0,91         |             |             |  |
|                | Michel Pozzetto             | LO                | 497          | 0,85         |             |             |  |
|                | Bernard Nazir               | Divers écologiste | 325          | 0,56         |             |             |  |
|                | Aude Prieur                 | GÉ                | 256          | 0,44         |             |             |  |
|                | Anna Maria Cangemi          | MÉI               | 222          | 0,38         |             |             |  |
|                | Pascale Tourrenc            | S&P               | 182          | 0,31         |             |             |  |
|                | Philippe Sanmartin          | Divers            | 57           | 0,1          |             |             |  |
|                | Éric Guezou                 | Divers            | 1            | 0            |             |             |  |
|                |                             |                   |              |              |             |             |  |
| Inscrits       | Inscrits                    | Inscrits          | 90 035       | 100,00       | 90 026      | 100,00      |  |
| Abstentions    | Abstentions                 | Abstentions       | 30 225       | 33,57        | 36 462      | 40,5        |  |
| Votants        | Votants                     | Votants           | 59 810       | 66,43        | 53 564      | 59,5        |  |
| Blancs et nuls | Blancs et nuls              | Blancs et nuls    | 1 298        | 2,17         | 3 937       | 7,35        |  |
| Exprimés       | Exprimés                    | Exprimés          | 58 512       | 97,83        | 49 627      | 92,65       |  |

Le Docteur Bernard Ramond, médecin, maire de Lambesc était le suppléant de Léon Vachet.

### Élections de 2007
| Candidat       | Candidat             | Parti                      | Premier tour | Premier tour | Second tour | Second tour |  |
| Candidat       | Candidat             | Parti                      | Voix         | %            | Voix        | %           |  |
| -------------- | -------------------- | -------------------------- | ------------ | ------------ | ----------- | ----------- |  |
|                | Bernard Reynès élu   | Divers droite (Maj. prés.) | 16 658       | 27,17        | 26 794      | 61,65       |  |
|                | Léon Vachet sortant  | UMP                        | 16 524       | 26,96        | 16 671      | 38,35       |  |
|                | Jacky Gérard         | PS                         | 10 965       | 17,89        |             |             |  |
|                | Caroline Reyre       | FN                         | 4 023        | 6,56         |             |             |  |
|                | Françoise Jupiter    | UDF–MoDem                  | 3 434        | 5,6          |             |             |  |
|                | Jacques Rousset      | PCF                        | 2 938        | 4,79         |             |             |  |
|                | Audrey Machart       | LCR                        | 1 623        | 2,65         |             |             |  |
|                | David Gourbeault     | MNR                        | 1 387        | 2,26         |             |             |  |
|                | Francis Maurin       | Les Verts                  | 1 145        | 1,87         |             |             |  |
|                | Pierre Vidal         | LT-LNÉ                     | 915          | 1,49         |             |             |  |
|                | Michel Pozzetto      | LO                         | 454          | 0,74         |             |             |  |
|                | Marc-Antoine Seymard | MNR                        | 441          | 0,72         |             |             |  |
|                | Jocelyne Gayvallet   | Divers                     | 408          | 0,67         |             |             |  |
|                | Mireille Barthélemy  | LO                         | 386          | 0,63         |             |             |  |
|                | Elvire Debutte       | SÉGA                       | 0            | 0            |             |             |  |
|                |                      |                            |              |              |             |             |  |
| Inscrits       | Inscrits             | Inscrits                   | 100 081      | 100,00       | 100 084     | 100,00      |  |
| Abstentions    | Abstentions          | Abstentions                | 37 544       | 37,51        | 47 837      | 47,8        |  |
| Votants        | Votants              | Votants                    | 62 537       | 62,49        | 52 247      | 52,2        |  |
| Blancs et nuls | Blancs et nuls       | Blancs et nuls             | 1 236        | 1,98         | 8 782       | 16,81       |  |
| Exprimés       | Exprimés             | Exprimés                   | 61 301       | 98,02        | 43 465      | 83,19       |  |

Le suppléant de Bernard Reynès était Jean-Louis Turcan, médecin, maire de La Roque-d'Anthéron.

### Élections de 2012
| Candidat       | Candidat                     | Parti                    | Premier tour | Premier tour | Second tour | Second tour |  |
| Candidat       | Candidat                     | Parti                    | Voix         | %            | Voix        | %           |  |
| -------------- | ---------------------------- | ------------------------ | ------------ | ------------ | ----------- | ----------- |  |
|                | Bernard Reynès sortant réélu | UMP                      | 20 954       | 35,46        | 24 812      | 41,60       |  |
|                | Nicette Aubert               | Divers gauche (PS, EÉLV) | 16 744       | 28,34        | 21 434      | 35,93       |  |
|                | Olivia Ponsdesserre          | RBM (FN)                 | 14 740       | 24,95        | 13 404      | 22,47       |  |
|                | Stella Apeddu                | FG (PG) (PCF)            | 3 117        | 5,28         |             |             |  |
|                | Stanislas Makowka            | LT-LNÉ                   | 1 046        | 1,77         |             |             |  |
|                | Didier Maurin                | CpF (MoDem)              | 962          | 1,63         |             |             |  |
|                | Marc-Antoine Seymard         | MNR                      | 446          | 0,75         |             |             |  |
|                | Jérôme Presti                | UDR ,                    | 330          | 0,56         |             |             |  |
|                | Sylvain Bourgin              | DLR                      | 309          | 0,52         |             |             |  |
|                | Franck Moulet                | NPA                      | 235          | 0,40         |             |             |  |
|                | Michel Pozzetto              | LO                       | 206          | 0,35         |             |             |  |
|                |                              |                          |              |              |             |             |  |
| Inscrits       | Inscrits                     | Inscrits                 | 98 301       | 100,00       | 98 288      | 100,00      |  |
| Abstentions    | Abstentions                  | Abstentions              | 38 431       | 39,1         | 37 836      | 38,5        |  |
| Votants        | Votants                      | Votants                  | 59 870       | 60,9         | 60 452      | 61,5        |  |
| Blancs et nuls | Blancs et nuls               | Blancs et nuls           | 781          | 1,3          | 802         | 1,33        |  |
| Exprimés       | Exprimés                     | Exprimés                 | 59 089       | 98,7         | 59 650      | 98,67       |  |

La suppléante de Bernard Reynès était Michèle Cannone, de Rognes.

### Élections de 2017
|                                                                                    | |                           |                           |                          |                          |
|                                                                                    | | Premier tour 11 juin 2017 | Premier tour 11 juin 2017 | Second tour 18 juin 2017 | Second tour 18 juin 2017 |
|                                                                                    | |                           |                           |                          |                          |
|                                                                                    | | Nombre                    | % des inscrits            | Nombre                   | % des inscrits           |
| Inscrits                                                                           | Inscrits | 104 791                   | 100,00                    | 104 899                  | 100,00                   |
| Abstentions                                                                        | Abstentions | 51 860                    | 49,49                     | 57 228                   | 54,56                    |
| Votants                                                                            | Votants | 52 931                    | 50,51                     | 47 671                   | 45,44                    |
|                                                                                    | |                           | % des votants             |                          | % des votants            |
| Bulletins blancs                                                                   | Bulletins blancs | 740                       | 1,40                      | 3 112                    | 6,53                     |
| Bulletins nuls                                                                     | Bulletins nuls | 354                       | 0,67                      | 1 642                    | 3,44                     |
| Suffrages exprimés                                                                 | Suffrages exprimés | 51 837                    | 97,93                     | 42 917                   | 90,03                    |
|                                                                                    | |                           |                           |                          |                          |
| Candidat Étiquette politique (partis et alliances)                                 | Candidat Étiquette politique (partis et alliances)                                                                                                  | Voix                      | % des exprimés            | Voix                     | % des exprimés           |
|                                                                                    | |                           |                           |                          |                          |
|                                                                                    | Nathalie Farro La République en marche | 15 941                    | 30,75                     | 18 675                   | 43,51                    |
|                                                                                    | Bernard Reynès (député sortant) Les Républicains (Union des démocrates et indépendants)                                                             | 13 488                    | 26,02                     | 24 242                   | 56,49                    |
|                                                                                    | Jean-Alexandre Mousset-Seisson Front national | 11 068                    | 21,35                     |                          |                          |
|                                                                                    | Michèle Jung La France insoumise | 5 448                     | 10,51                     |                          |                          |
|                                                                                    | Hélène Haensler Europe Écologie Les Verts | 1 711                     | 3,30                      |                          |                          |
|                                                                                    | Cécile Moll Écologiste (Union des démocrates et des écologistes - Front démocrate Parti socialiste - Parti radical de gauche - Génération écologie) | 1 277                     | 2,46                      |                          |                          |
|                                                                                    | Florence Castanet Parti communiste français | 944                       | 1,82                      |                          |                          |
|                                                                                    | Lucas Garcia-Mateo Debout la France | 838                       | 1,62                      |                          |                          |
|                                                                                    | Jean-Marc Fortané Divers (laprimaire.org) | 618                       | 1,19                      |                          |                          |
|                                                                                    | Denise Tabaracci Divers (Union populaire républicaine)                                                                                              | 259                       | 0,50                      |                          |                          |
|                                                                                    | Noëlle Lagrange Lutte ouvrière | 245                       | 0,47                      |                          |                          |
| Source : Ministère de l'Intérieur - Quinzième circonscription des Bouches-du-Rhône | |                           |                           |                          |                          |

Le suppléant de Bernard Reynès était Philippe Ginoux, directeur commercial, maire de Sénas.

### Élections de 2022
Les élections législatives françaises de 2022 se déroulent les dimanches 12 et 19 juin 2022.
| Résultats des élections législatives des 12 et 19 juin 2022 de la 15e circonscription des Bouches-du-Rhône |                          |                          |                          |              |              |             |             |
| Candidat                                                                                                   | Candidat                 | Parti et coalition       | Nuance                   | Premier tour | Premier tour | Second tour | Second tour |
| Candidat                                                                                                   | Candidat                 | Parti et coalition       | Nuance                   | Voix         | %            | Voix        | %           |
| | Romain Baubry            | RN                       | RN                       | 15 269       | 29,52        | 25 640      | 53,85       |
| | Marie-Laurence Anzalone  | LREM (ENS)               | ENS                      | 11 458       | 22,16        | 21 975      | 46,15       |
| | Michèle Jung             | LFI (NUPES)              | NUP                      | 9 715        | 18,78        |             |             |
| | Bernard Reynès           | LR (UDC)                 | LR                       | 7 456        | 14,42        |             |             |
| | Audrey Marchand          | REC                      | REC                      | 3 201        | 6,19         |             |             |
| | Nicolas Lapeyre          | LT-LNÉ (TUPV)            | ECO                      | 1 911        | 3,70         |             |             |
| | Simone Charin            | DLF (UPF)                | DSV                      | 802          | 1,55         |             |             |
| | Mounia Banderier-Zahir   | DVG                      | DVG                      | 701          | 1,36         |             |             |
| | Sandrine Klein           | PA                       | ECO                      | 454          | 0,88         |             |             |
| | Tanguy Vernay            | DIV                      | DIV                      | 397          | 0,77         |             |             |
| | Anne Testut              | LO                       | DXG                      | 353          | 0,68         |             |             |
| | Nadia Oukkal             | AC (ÉMP)                 | DVC                      | 0            | 0,00         |             |             |
| Votes valides                                                                                              | Votes valides            | Votes valides            | Votes valides            | 51 816       | 98,03        | 47 615      | 91,74       |
| Votes blancs                                                                                               | Votes blancs             | Votes blancs             | Votes blancs             | 750          | 1,42         | 3 079       | 5,93        |
| Votes nuls                                                                                                 | Votes nuls               | Votes nuls               | Votes nuls               | 292          | 0,55         | 1 208       | 2,33        |
| Total | Total                    | Total                    | Total                    | 52 858       | 100          | 51 902      | 100         |
| Abstention                                                                                                 | Abstention               | Abstention               | Abstention               | 56 435       | 51,64        | 57 379      | 52,51       |
| Inscrits / participation                                                                                   | Inscrits / participation | Inscrits / participation | Inscrits / participation | 109 293      | 48,36        | 109 281     | 47,49       |

La suppléante de Romain Baubry était Chantal Alex, retraitée, de Châteaurenard.

### Élections de 2024
| Candidat                 | Candidat                 | Parti et coalition       | Nuance                   | Premier tour | Premier tour | Second tour | Second tour |
| Candidat                 | Candidat                 | Parti et coalition       | Nuance                   | Voix         | %            | Voix        | %           |
| ------------------------ | ------------------------ | ------------------------ | ------------------------ | ------------ | ------------ | ----------- | ----------- |
|                          | Romain Baubry            | RN                       | RN                       | 37 493       | 49,48        | 43 745      | 65,18       |
|                          | Wassila Aïdarous         | LFI (NFP)                | UG                       | 15 314       | 20,21        | 23 368      | 34,82       |
|                          | Solange Ponchon          | RE (ENS)                 | ENS                      | 12 202       | 16,10        |             |             |
|                          | Stéphane Hermellin       | LR                       | LR                       | 8 272        | 10,92        |             |             |
|                          | Martine Elesikian        | REC                      | REC                      | 1 414        | 1,87         |             |             |
|                          | Anne Testut              | LO                       | EXG                      | 617          | 0,81         |             |             |
|                          | Christophe Ptak          | SE                       | DIV                      | 457          | 0,60         |             |             |
|                          |                          |                          |                          |              |              |             |             |
| Suffrages exprimés       | Suffrages exprimés       | Suffrages exprimés       | Suffrages exprimés       | 75 769       | 96,98        | 67 113      | 87.86       |
| Votes blancs             | Votes blancs             | Votes blancs             | Votes blancs             | 1 726        | 2,21         | 7 270       | 9.52        |
| Votes nuls               | Votes nuls               | Votes nuls               | Votes nuls               | 634          | 0,81         | 2 007       | 2.63        |
| Total                    | Total                    | Total                    | Total                    | 78 129       | 100          | 76 390      | 100         |
| Abstention               | Abstention               | Abstention               | Abstention               | 32 577       | 29,43        | 34 335      | 31.01       |
| Inscrits / participation | Inscrits / participation | Inscrits / participation | Inscrits / participation | 110 706      | 70,57        | 110 725     | 60.61       |

La suppléante de Romain Baubry est Chantal Alex.